# Queerkultur
Queerkultur används som samlingsbegrepp för kulturella uttryck som avfärdar, dekonstruerar eller förhåller sig kritiska till heteronormativitet. Queerkulturen kan behandla frågeställning kring homo- och bisexualitet, transvestitism och transsexualitet, polyamori med mera. 